# El Salto, Zinapécuaro
El Salto är en ort i Mexiko.   Den ligger i kommunen Zinapécuaro och delstaten Michoacán de Ocampo, i den södra delen av landet, 170 km väster om huvudstaden Mexico City. El Salto ligger 2 452 meter över havet och antalet invånare är 207.
Terrängen runt El Salto är huvudsakligen kuperad, men den allra närmaste omgivningen är platt. Terrängen runt El Salto sluttar norrut. Runt El Salto är det ganska tätbefolkat, med 104 invånare per kvadratkilometer. Närmaste större samhälle är Acámbaro, 16,4 km nordväst om El Salto. I omgivningarna runt El Salto växer huvudsakligen savannskog.